# جو كابوت
جو كابوت (بالإنجليزية: Joe Cabot)‏ هو قائد فرقة ‏ وملحن وعازف جاز أمريكي، ولد في 12 يوليو 1921 في كليفلاند في الولايات المتحدة، وتوفي في 7 مارس 2016 في ويست نياك في الولايات المتحدة.

## وصلات خارجية
- جو كابوت على موقع ميوزك برينز (الإنجليزية)
- جو كابوت على موقع أول ميوزيك (الإنجليزية)
- جو كابوت على موقع ديسكوغز (الإنجليزية)